# Ramaria marrii
Ramaria marrii är en svampart som beskrevs av Scates 1988. Ramaria marrii ingår i släktet Ramaria och familjen Gomphaceae.   Inga underarter finns listade i Catalogue of Life.